# 13624 Abeosamu
13624 Abeosamu è un asteroide della fascia principale. Scoperto nel 1995, presenta un'orbita caratterizzata da un semiasse maggiore pari a 2,2494764 au e da un'eccentricità di 0,0963443, inclinata di 3,64334° rispetto all'eclittica.
L'asteroide è dedicato all'astronomo amatoriale giapponese Osamu Abe.